# Poul Offenbach
Poul "lille pølse"/"Boffa" Johan Offenbach (født Jensen 10. november 1902 i København-6. september 1972 i København) var en dansk fodboldspiller.
I sin klubkarriere spillede Offenbach for B.93 og var med på det hold, som vandt DM til klubben i 1927. Han spillede 24 kampe og scorede 4 mål i perioden 1924-1931.
Offenbach havde sin egen lille købmandsforretning. 